# Cordillera Stirling
La cordillera Stirling es una cadena de montañas y colinas en el sur de Australia Occidental, 337 km al sureste de Perth. Está localizada aproximadamente a 34°24′S 118°09′E / -34.400, 118.150 y tiene más de 60 km de ancho de oeste a este, desde la carretera entre  Monte Barker y Cranbrook y pasa hacia el este a Gnowangerup. Características notables incluyen  Toolbrunup, Bluff Knoll (el pico más alto en cientos de kilómetros o más en cualquier dirección y la atracción turística más popular), y una silueta llamada La Princesa dormida que se puede ver desde los montes Porongurup.
Los Montes Stirling es una de las áreas más ricas de flora en el mundo. Noventa familias, 384 géneros, y más de 1500 especies de plantas crecen en los Montes Stirling, 87 de las cuales no se encuentran en ningún otro lado. Esto representa más de un tercio de la flora conocida del suroeste de Australia Occidental, e incluye más especies de flores silvestres que en todas las islas británicas.
La cordillera Stirling está protegida bajo el Parque Nacional Cordillera Stirling, el cual fue publicado en el Boletín oficial en 1913, y tiene un área de 1159 km² Actividades recreacionales en el parque incluyen caminatas por el bosque, rapel y planeación. La acampada no se permite en los límites del parque.

## Geología

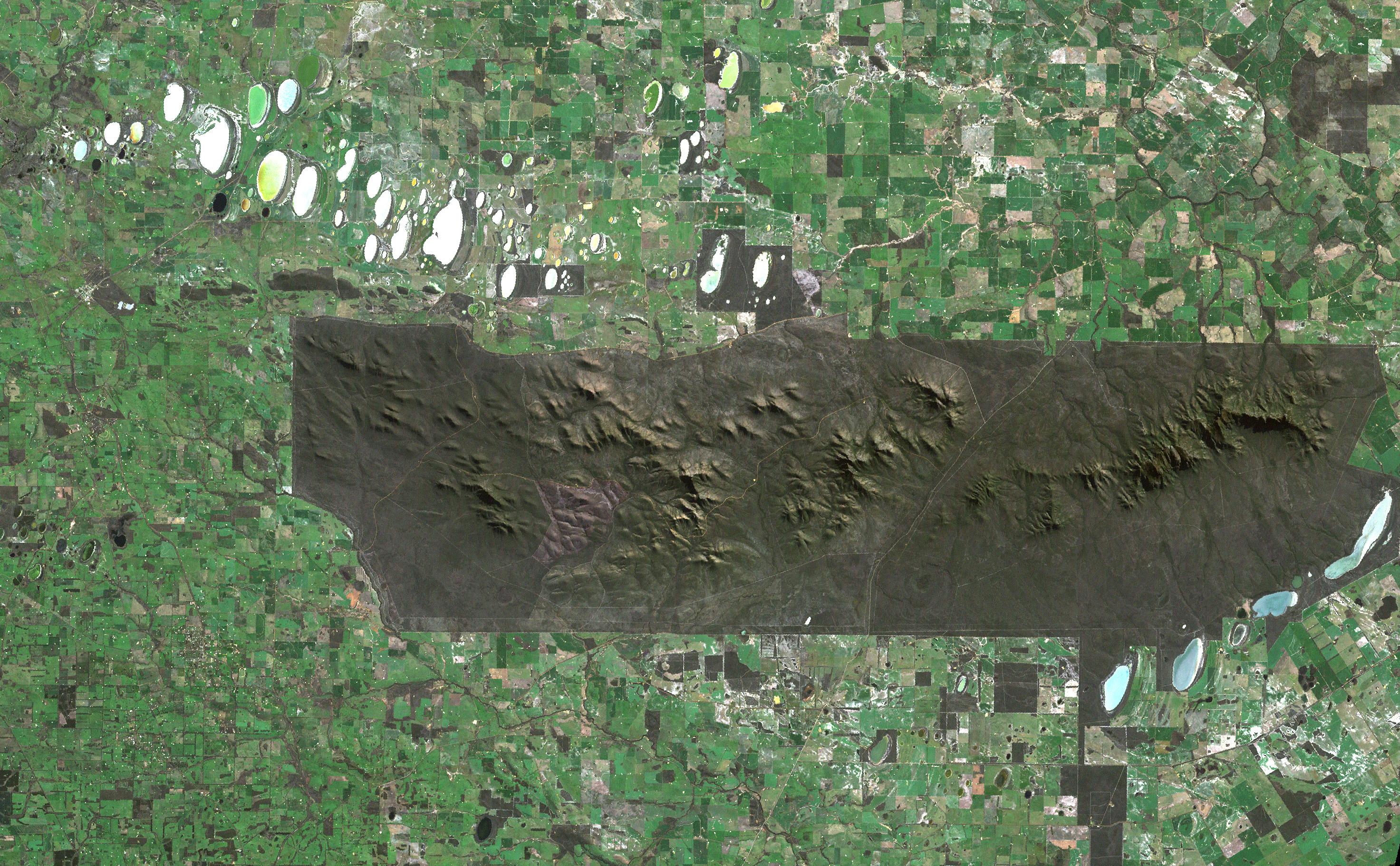
Imagen satelital del parque. Los límites abruptos en todos los lados del parque muestran donde la agricultura inmediatamente da lugar a la tierra protegida.

Las montañas están formadas por rocas metamórficas derivadas de sedimentos depositados durante el período Ediacárico (como está indicado por la presencia de fósiles característicos). Los sedimentos fueron posteriormente metamorfizados en cuarcitas y esquistos y plegados durante la reactivación de las estructuras tectónicas previas, recordando los desplazamientos laterales entre la Antártica y Australia. A pesar de la relativa juventud de las montañas,[¿cuándo?] los suelos permanecen muy pobres, creando la flora rica de tipo brezal.
Como el único obstáculo vertical al clima en cualquier dirección, la cordillera tiende a alterar los patrones del clima alrededor de sí misma. Sus laderas superiores reciben más lluvia que las áreas circundantes. La rama del río Kalgan, el cual forma la frontera suroeste del parque, se alimenta en gran parte de la precipitación que cae en la mitad oeste de la cordillera.

## Clima
La precipitación anual en las planicies alrededor del parque es muy baja a comparación de las lluviosas Porongurups del sur, promediando solo 575 milímetros en el lado sur y tan poco como 400 milímetros en Borden en el lado norte. Sin embargo, se cree que la lluvia en los picos cerca de Bluff Knoll puede ser tan alta como 1100 milímetros, una hipótesis apoyada por la existencia de distintos lugares de clima húmedo de vegetación en algunos altos valles. Debido a que no se han colocado indicadores de lluvia en los altos picos (el Cambio climático desde finales de los 1960s hace que los indicadores a corto plazo sean de poca confianza de cualquier manera) no podemos estar seguros de esto. La mayor parte de la lluvia cae entre mayo y agosto, con el verano siendo con frecuencia completamente seco alrededor de Borden por más de un mes y teniendo típicamente muy ligeras precipitaciones en el sur y en los picos.
Las temperaturas en las tierras bajas son generalmente tibias. En el verano, el promedio de las máximas es de alrededor de 30 °C en Borden y aproximadamente de 27 °C en las planicies del sur. Las mínimas del verano oscilan desde alrededor de 16 °C en el sur a 18 °C en Borden. En el invierno, las temperaturas máximas son muy agradables 16 °C y las mínimas son alrededor 8 °C. En Bluff Knoll, las temperaturas de invierno oscilan desde máximas de alrededor de 11 °C a mínimas de 3 °C. Esas son las temperaturas más bajas en Australia Occidental y consecuentemente la cordillera Stirling recibe ocasionalmente nevadas—el único lugar en Australia Occidental en que eso ocurre regularmente, sin embargo usualmente es muy ligera. La nieve se ha reportado tan pronto como abril y tan tarde como noviembre, pero está mayormente confinada al período de junio a septiembre.[cita requerida]

## Historia

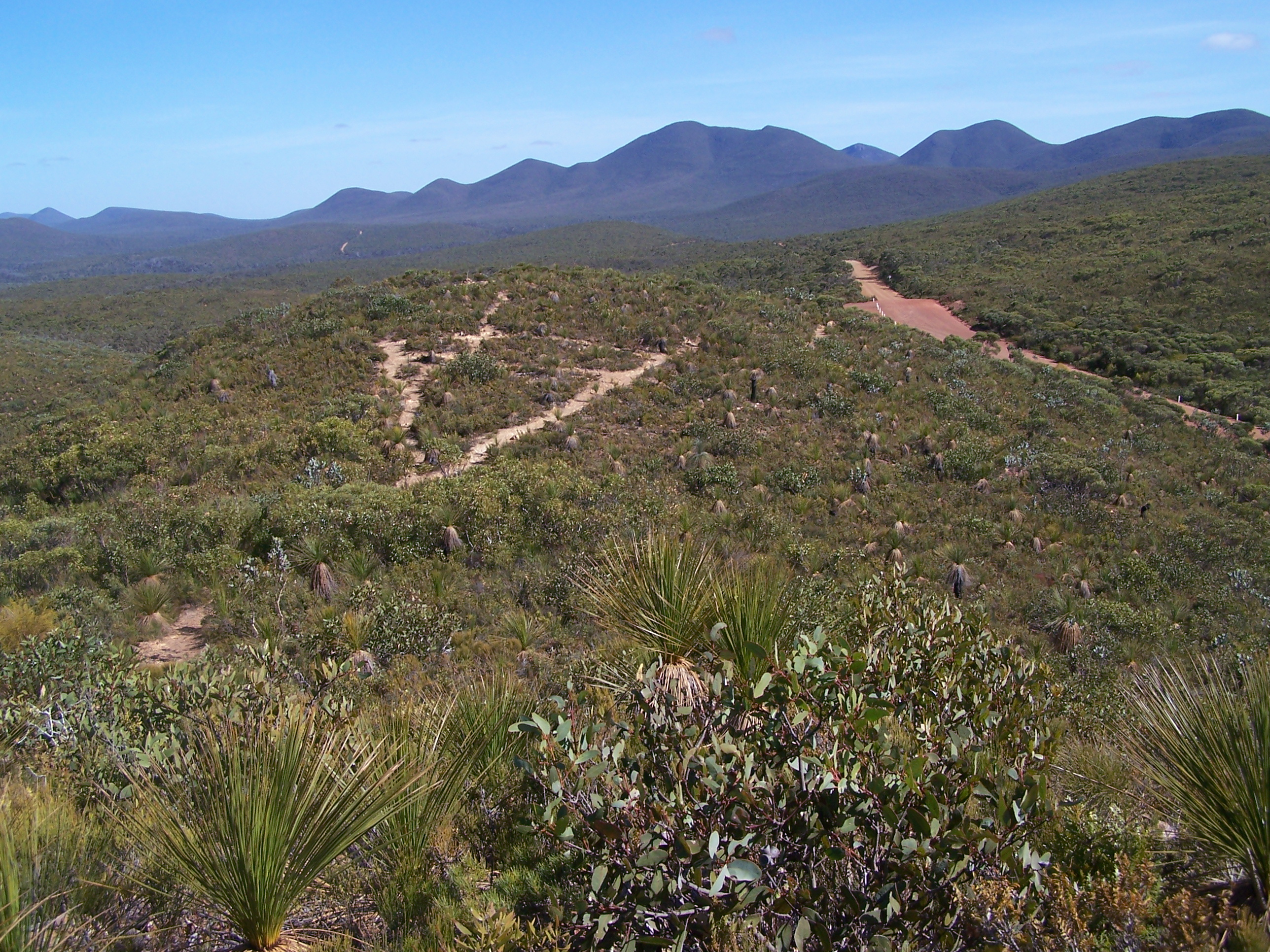
Vegetación de tipo brezal con vista hacia el oeste desde el centro aproximado de la cordillera.

Las planicies de la cordillera Stirling fueron los terrenos de caza de pequeños grupos de aborígenes australianos por cientos de años antes de la colonización europea.  
En el siglo XVII se exploró la cordillera y se le dio su nombre.
La primera explotación de los Montes Stirling incluyó la tala del sándalo australiano y la caza del canguro.  La Cordillera nunca se utilizó formalmente para pastoreo, probablemente por la abundancia de arbustos venenosos en el área. Sin embargo, ocupantes ilegales criaron ovejas en el sur de la cordillera en los 1850s, y en los 1860s una parte tomó posesión en la base del  Monte Trio.

## Picos más grandes

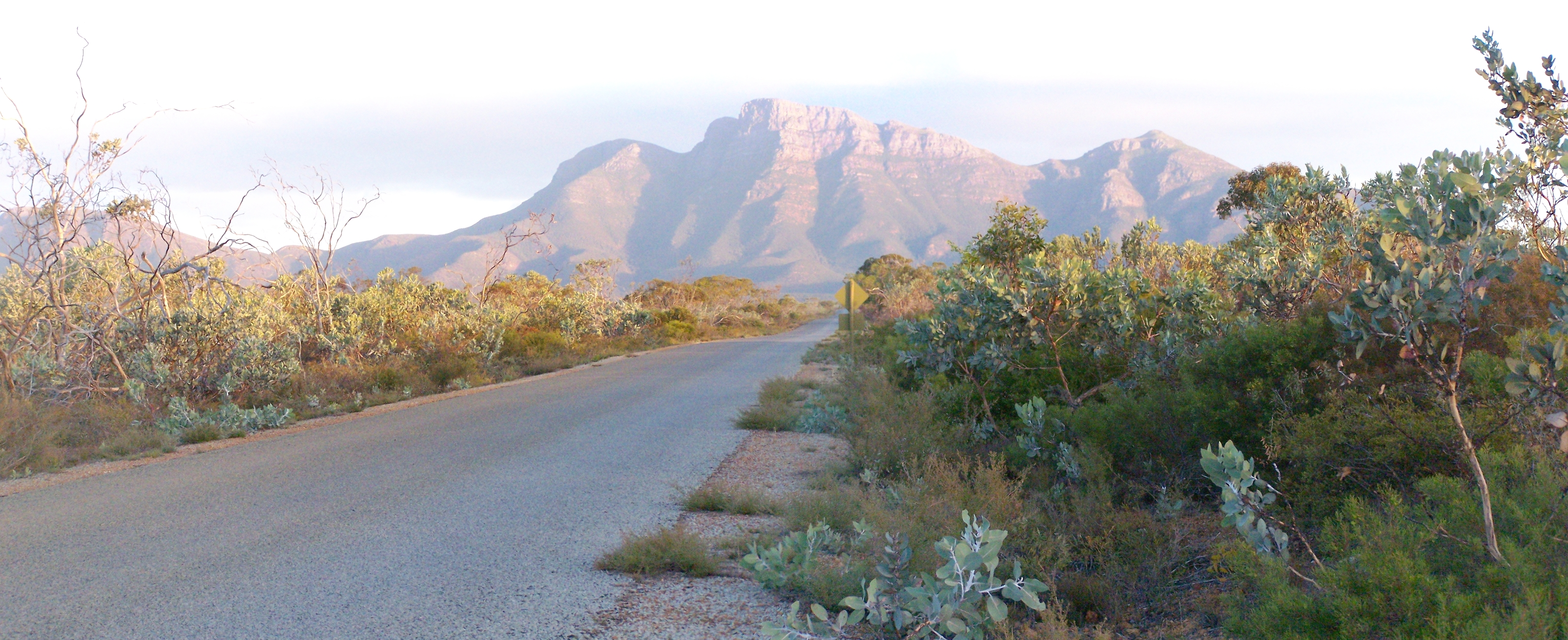
Bluff Knoll, imágenes tomadas cerca de la carretera de Chester y el acceso a la carretera de Bluff Knoll.

- Bluff Knoll     --       34° 22′ S	118° 15′ E (1095m)
- Monte Hassell    --  34° 22′ S	118° 04′ E (847m)
- Monte Magog    --   34 °23' S	117° 56' E (856m)
- Monte Trio      --     34° 20′ S	118° 06′ E (856m)
- Pico Talyuberlup -- 34° 24′ S	117° 57′ E (783m)
- Pico Toolbrunup -- 34 °23' S	118° 02' E (1052m)

## Lectura relacionada
- Carolyn Thomson, Graham Hall and Gordon Friend (eds) (1993).  Mountains of Mystery: A Natural History of the Stirling Range.  Department of Conservation and Land Management.  Perth, Western Australia.  ISBN 0-7309-5460-9.
- Erickson, Rica (1951)Springtime in the Stirlings - The West Australian 17 November 1951 p.11 - re climbing Mondurup at the west end of the Range.
- Morphet, A.T. (1996) Mountain Walks in the Stirling Range. Torridon Publications, Capel, Western Australia ISBN 0-646-29137-8 (for the set of 2).
- Olver, Rob and Olver, Stuart; Dawn Till Dusk In The Stirling and Porongurup Ranges, published 1998 by Benchmark Publications, Melbourne. ISBN 1-876268-10-7.

- Portal:Australia. Contenido relacionado con Australia.

- Datos: Q2038735
- Multimedia: Stirling Range / Q2038735